# Львівські Руки
Львівські руки — скульптура у місті Львів, Україна. Зображує слово LVIV зображене у вигляді кистей рук, що зображають кожну з літер. Була створена у 2021 році як новий модерністський символ міста. Розташована у Франківському районі, на перехресті Стрийської та Наукової вулиць. Скульптура виготовлена з металу, висота літер становить 3 - 3,3 м. Виконана таким чином, що при певному ракурсі здається майже прозорою.

## Історія
Ідея створення Львівських рук з’явилася ще у 2017 році у митця Олександра Горецького. За його словами, вже багато міст мають свої буквені скульптури, тож відтепер і Львів матиме свій знак на кшталт знаку Hollywood чи Beverly Hills. Бажання подарувати своєму рідному місту новий символ все ж здійснилося, і 26 червня 2021 року відбулося офіційне відкриття нового витвору мистецтва. 
“Львівські руки, до чого вони здатні? Будувати, ліпити вареники, кохати, музикувати, захищати!”

Олександр Горецький

Навпроти Львівських рук був встановлений тримач для телефону, так звана стаціонарна селфі палка, а також підсвітка.
"Подібні арт-об'єкти я реалізовую в Лондоні, Лос-Анджелесі, готую проект для Лас Вегаса, а тепер ці міста і Львів матимуть спільну мистецьку рису. Щодо самого формату букв, то їх ми створили інтерактивними: люди можуть торкатися, вилазити, обіймати, фотографуватися з ними, сидіти поруч, адже Львів відкритий до світу, як і наша скульптура."

Олександр Горецький